# Crasilogia
Crasilogia là một chi bướm đêm thuộc họ Geometridae. Nó còn có tên đồng nghĩa là Costaconvexa.

## Các loài
- Crasilogia dispar Warren, 1903
- Crasilogia flavipennis Warren, 1907
- Crasilogia fulvitincta Joicey & Talbot, 1917
- Crasilogia fumipennis Warren, 1906
- Crasilogia gressitti Holloway, 1984
- Crasilogia simplex (Prout, 1940)